# Episkepsis
Episkepsis (řecky ἐπίσκεψις; množné číslo ἐπισκέψεις,  episkepseis) bylo označení pro fiskální okrsek ve středovéké byzantské říši (10.–13. století). Ve svém striktním technickém smyslu se jednalo o doménu nebo jiný majetek, v některých případech i včetně celých vesnic nebo měst, určený k podpoře jednotlivců z císařské rodiny, šlechtických rodů nebo kostelů a klášterů. Byzantolog Paul Magdalino zdůraznil, že tyto episkepse se v drtivé většině nacházely v pobřežních oblastech kolem Egejského moře, které zahrnovaly nejlepší ornou půdu říše, nebo v úrodných vnitrozemských oblastech, jako je Thrákie a Thesálie. Ve 12. století se tento termín vztahoval také na fiskální rozdělení themat.
Jako instituce existovala episkepsis již v devátém století, funkci episketitů, kteří na takovéto území dohlíželi, vykonával později sekreton (oddělení) oikeiakonu, úřadu vytvořeného císařem Basileiem II. Je třeba poznamenat, že episkepsis byla po celou dobu své existence v byzantské historii chápána jako říšské hospodářství. Tyto statky nebo panství byly rozděleny do tří kategorií: císařské, osobní a církevní. Některá z těchto území zahrnují například Makedonii, Milét a nedaleko ležící Alopekai. Episkepsis se v případě stability a zvýšených příjmů mohla přeměnit v kouratorion. Například Seleukie na Kalykadnu byla během desátého století episkepsis, ale později tvořila velké kouratorion Tarsu.